# Trio pour piano no 4 de Farrenc
Pour les articles homonymes, voir Trio pour piano.
Le Trio pour piano no 4 op. 45 en mi mineur est une œuvre de musique de chambre de Louise Farrenc pour flûte ou violon, violoncelle et piano composée en 1856.

## Historique
Louise Farrenc compose son quatrième Trio pour piano, op. 45 en 1856 et elle ne le publie qu'en 1862. L'œuvre est dédiée à Louis Dorus.

## Structure
L'œuvre se structure en quatre mouvements :
1. Allegro deciso à
2. Andante à
3. Scherzo – Vivace à
4. Finale – Presto à

## Analyse
L'Allegro est en mi mineur et dessine un chemin de la tristesse à l'espérance.
L'Andante, en ut majeur, porte la flûte au premier plan, accompagnée tour à tour par le violoncelle ou le piano.
Le Scherzo a une atmosphère pastorale, alternant passages palpitants et calmes, interrompus par le retour d'une partie du trio.
Le Finale est tout en contrastes, avec une virtuosité très présente.

## Réception
La finalisation du Trio pour piano est annoncé par La France musicale en 1856. L'œuvre est créée la même année chez la compositrice par elle-même, Louis Dorus et Charles Lebouc.

## Discographie
- Midsummer's Music – Louise Farrenc : Trio en E Minor – Mikhail Glinka : Trio in D Minor – Franz Doppler : Nocturne, Op. 19 – Franz Berwald : Septet in B-flat Major, avec le Midsummer's Music Ensemble, Centaur Records, Inc., 1994
- Emanuel ensemble : Kapustin, Gaubert, Schumann, Borne, Farrenc, Piazzola, avec Anna Stokes (flûte), Louisa Tuck (violoncelle) et John Reid (piano), Champs Hill Records, 2011
- Chamber music, from baroque to contemporary, vol. 8 : Weber – Farrenc – Mendelssohn Bartholdy, Freiburger Musik Forum, 2013
- Louise Farrenc, Félix Mendelssohn : Trios pour flûte, avec Gian Luca Petrucci (flûte), János Devich (violoncelle) et Jenő Jandó (piano), Tudor, 2015.
- It's a girl!, avec Thomas Albertus Irnberger (violon), David Geringas (violoncelle) et Barbara Moser (piano), Granola, 2021